# Herbert von Hintzenstern
Paul Hermann Herbert von Hintzenstern (* 24. Oktober 1916 in Magdeburg; † 22. Januar 1996 in Weimar) war ein deutscher Pfarrer und Autor.

## Leben
Herbert von Hintzenstern stammt aus einer briefadeligen Familie, eigentlich Hintzen von Hintzenstern, welche 1753 in Wien nobilitiert wurde. Die Vorfahren waren hauptsächlich in Mecklenburg beheimatet, der Großvater Paul von Hintzenstern (1852–1930) ist auf dem Gut Blücherhof geboren. Seine Eltern sind der Kaufmann Alexander von Hintzenstern und Elsa Hohnberg (1892–1932). Die Eltern heirateten 1915 in Magdeburg. Herbert hatte eine 1923 geborene Schwester.
Von Hintzenstern studierte von 1936 bis 1940 Evangelische Theologie in Halle (Saale) und Jena. Er beantragte 1938 die Aufnahme in die NSDAP und wurde rückwirkend zum 1. Mai 1937 aufgenommen (Mitgliedsnummer 6.042.098). Im Jahr 1939 erklärte er seine Mitarbeit am Institut zur Erforschung und Beseitigung des jüdischen Einflusses auf das deutsche kirchliche Leben (Eisenacher „Entjudungsinstitut“). 1940 promovierte er in Jena mit einer von Walter Grundmann betreuten Doktorarbeit über Houston Stewart Chamberlains Darstellung des Urchristentums zum Dr. theol. Grundmann betrachtete Hintzenstern als seinen begabtesten Schüler und machte ihn zu seinem Mitarbeiter im Eisenacher „Entjudungsinstitut“. Im Anschluss war er Vikar in Jena und Eisenach, wo er zum Pfarrer ordiniert wurde und im Landeskirchenamt tätig war. Seit 1943 war er Hilfsprediger in Eisenach. Von 1943 absolvierte er seinen Kriegsdienst als Sanitäter und geriet in Gefangenschaft. 
Seit August 1945 war er in Lauscha, ab 1948 als Pfarrer. Dort trat er der DDR-CDU bei, sein Parteiaustritt erfolgte zum 1. Mai 1947. Im Jahre 1952 wurde er zum Landesjugendpfarrer der Evangelisch-Lutherischen Kirche in Thüringen berufen. Seit 1956 leitete er die Evangelische Akademie Thüringen und die Pressestelle der Kirche. Gleichzeitig wurde er zum Chefredakteur der Kirchenzeitung Glaube und Heimat berufen. 1962 wurde er zum Kirchenrat ernannt. Von 1968 bis 1986 war er nebenamtlicher Leiter des Pfarrhausarchivs im Lutherhauses in Eisenach. 1981 ging er in den Ruhestand.

## Schriften (Auswahl)
Vgl. Konrad Marwinski: Herbert von Hintzenstern (1916–1996). Personalbibliographie. In: Herbergen der Christenheit. Jahrbuch für deutsche Kirchengeschichte. 25, (2001), S. 93–149.

### Monographien
- H. St. Chamberlains Darstellung des Urchristentums. Verlag Deutsche Christen, Weimar, In: Der neue Dom, Schneider & Co. 1941. In: Studien zu deutscher Theologie und Frömmigkeit. Bd. 6.
- Der Kreuzaltar in Gräfentonna – ein unbekanntes Meisterwerk. Ein Bildbuch. Ev. Verlagsanstalt, Berlin 1957.
- (mit Karl Brinkel): Des Herren Name steht uns bei. Luthers Freunde und Schüler in Thüringen. Bd. 1, 1961.
- (mit Karl Brinkel): Ach, Herrgott, wie reich tröstest du. 1962.
- Die Bilderpredigt des Gothaer Tafelaltars. Berlin 1965.
- Luther in Eisenach. 1967
- Die Altäre in Bibra – Aus Riemenschneiders Werkstatt. Berlin 1969.
- Lucas Cranach d. Ä. Altarbilder aus der Reformationszeit. 1975.
- 300 Tage Einsamkeit: Dokumente und Daten aus Luthers Wartburgzeit. 1982.
- Farbiger Abglanz. 1985
- Dorfkirchen in Thüringen. 2. Auflage, Evangelische Verlagsanstalt, Berlin 1986. (1. Auflage 1979)
- Von Würzburg nach Bibra. Riemenschneideraltäre in Thüringen. 1987.
- Herder in Weimar. 1988

### Aufsätze
- Das Ganze sehen. Zum 2-jährigen Todestag von Hans von Wolzogens. In: Deutsches Christentum. 5 (1940), Heft 16, S. 2.
- Arthur Bonus (1864–1941). Wille und Werk. In: Volk im Werden. 10, (1942), S. 1–12.

### Herausgeberschaft
- Domine dirige me in verbo tuo. Herr, leite mich nach deinem Wort! Festschrift zum 70. Geburtstag von Landesbischof Dr. Moritz Mitzenheim.
- 50 Jahre im Dienste der Kirche. Eine Festgabe zum goldenen Ordinationsjubiläum von Landesbischof Dr. Moritz Mitzenheim am 18. Oktober 1964.
- Altarbilder aus der Reformationszeit Lucas Cranach d. Ä. – Hrsg. 1969.
- Martin Luther: Briefe von der Wartburg 1521/22. In: Schriften der Wartburg Stiftung. 4, Neuauflage 1991.
- Fundamente. Dreißig Beiträge zur thüringischen Kirchengeschichte. 1987.

## Genealogie
- Gothaisches Genealogisches Taschenbuch der Adeligen Häuser. Zugleich Adelsmatrikel. Teil B (Briefadel). 1932. 24. Jahrgang, Justus Perthes, Gotha 1931, S. 251. Siehe: FamilySearch (Kostenfrei).
- Gothaisches Genealogisches Taschenbuch der Adeligen Häuser. Zugleich Adelsmatrikel der Deutschen Adelsgenossenschaft. Teil B (Briefadel). 1939. 31. Jahrgang, Justus Perthes, Gotha 1931, S. 266. Siehe: FamilySearch (Kostenfrei).

## Varia
- Der Musiker, Komponist und Autor Michael von Hintzenstern ist ein Sohn von Herbert von Hintzenstern.